# Andronikos II Palaiologos
Andronikos II Palaiologos (Grieks: Ανδρόνικος Β' Παλαιολόγος) (Nicea, 1258 – Constantinopel, 13 februari 1332) was Byzantijns keizer van 1282 tot 1328.
Andronikos was een zoon van Michaël VIII. Ondanks zijn grote begaafdheid, bleek hij in de praktijk niet in staat de langzame ondergang van Byzantium te stuiten. Het rijk was financieel ondermijnd, politiek en militair gefeodaliseerd, en de keizer zag geen kans meer het Klein-Aziatisch rijksgebied te handhaven tegen de Osmaanse Turken.
Bovendien moest hij lijdzaam toezien hoe intussen de Serviërs en Bulgaren in de Zuidelijke Balkan en de Anjous in Epirus huishielden. Tegen Anjou deed Andronikos beroep op troepen van Aragon, de Almogàvers, maar hun interventie bracht meer schade dan baat. Onmin tussen de keizer en diens kleinzoon Andronikos III stortte vanaf 1321 het rijk in een burgeroorlog. Deze kon pas eindigen met de abdicatie van Andronikos II in 1328. De keizer trok zich terug in een klooster, waar hij vier jaar later als monnik overleed.
Andronikos II huwde een eerste maal met Anna, dochter van Stefanus V van Hongarije, bij wie hij de vader werd van:
- Michael IX Palaiologos
- Constantijn.

Hij huwde een tweede maal met Yolande van Monferrato, dochter van Willem VII, na haar huwelijk Irena geheten, en werd de vader van :
- Johannes Palaiologos ( 1286–1308), despoot
- Theodoor I, markgraaf van Montferrat (1291–1338)
- Demetrios Palaiologos, despoot, vader van Irene Palaiologina.
- Simonis Palaiologina (1294–na 1336), gehuwd met koning Stefan Uroš II Milutin van Servië.